# Флаг Староминского сельского поселения
Флаг муниципального образования Староминское сельское поселение Староминского района Краснодарского края Российской Федерации — опознавательно-правовой знак, служащий официальным символом муниципального образования.
Флаг утверждён 25 февраля 2010 года решением Совета Староминское сельское поселение № 5.15 и внесён в Государственный геральдический регистр Российской Федерации с присвоением регистрационного номера 5929.

## Описание
«Полотнище малинового цвета с отношением ширины к длине 2:3, несущее посредине жёлтые изображения, сверху — креста с уширенными концами, снизу — весов с пуком пшеничных колосьев в чаше от древка и монетами в чаше к свободному краю полотнища. Размер креста составляет 1/3, а весов 1/2 от ширины полотнища».

## Обоснование символики
Флаг языком символов и аллегорий отражает исторические, культурные и экономические особенности сельского поселения.
Станица Староминская была основана в 1794 году в числе 40 первых куреней Черноморского (Запорожского) казачества. При создании Черноморского казачьего войска все эти курени были возрождены, так как всегда являлись военно-административной единицей, а в тот период войн и отражения набегов турок и крымских татар — воинской частью. Большая часть казаков переселилась и на Кубань, на вновь пожалованную землю, организованно, вместе со своими куренями, что аллегорически отражено на флаге пурпурным (малиновым цветом) — это цвет запорожского (черноморского) казачества. Дополняет казачью символику изображение креста с уширенными концами — один из символов запорожских казаков, а также символ христианства. Жёлтый (золотой) цвет креста символизирует верность, славу и заслуги жителей поселения.
Малиновый цвет (пурпур) также символизирует цветущую землю, верность, скромность, набожность.
В Запорожской Сечи существовал Минской курень, уничтоженный в числе других, при разрушении Сечи в 1775 году. И вот это название было возрождено в 1794 году на Кубани. Своё название Менской (или Минской — в письменных источниках встречаются обе транскрипции) курень получил в связи с проведением в нём ярмарок, торговых и меновых сделок. В другой гипотезе упоминается украинская речка Мена, по которой проходила граница Речи Посполитой и татарского Дикого поля. Возможно, от казачьего пограничного поста на реке Мене, где сформировался курень, и также проходили торговые и меновые сделки с Диким полем и пошло его название.
После основания Новоминского куренного селения в 1820—1821 годах возникло название Староминское куренное селение. А с 1842 года Староминская стала станицей.
Весы — традиционный символ торговли. Изображение весов с пшеничными колосьями в одной чаше и золотыми монетами в другой является гласным элементом флага, указывающим на наименование станицы и поселения.
Изображение пшеничных колосьев также символизирует развитое сельское хозяйство, основанное на выращивании зерновых.
Жёлтый цвет (золото) — символ достатка, хлеба, стабильности и уважения, процветания и прочности.